# Фовиерс
Фовийерс (на френски: Fauvillers) е селище в Южна Белгия, окръг Бастон на провинция Люксембург. Населението му е около 2000 души (2006).